# James M. Pendleton
James Monroe Pendleton est un homme politique américain né le 10 janvier 1822 à North Stonington (Connecticut) et mort le 16 février 1889 à Westerly (Rhode Island). Il représente Rhode Island à la Chambre des représentants des États-Unis de 1871 à 1875.

## Biographie et carrière
Pendleton est scolarisé à North Stonington et à Suffield, au Connecticut. Il s'installe plus tard à Westerly (Rhode Island), où il devient commercial, puis assureur et banquier. Il est membre du Sénat de Rhode Island (en) de 1862 à 1865. Il est délégué à la Convention républicaine nationale en 1868.
Du 4 mars 1871 au 3 mars 1875, Pendleton représente le deuxième district congressionnel de Rhode Island pour le Parti républicain aux 42e (en) et 43e Congrès des États-Unis (en). Il parvient pas à se faire élire au 44e Congrès (en) en 1874. En revanche, il siège à la Chambre des représentants de Rhode Island de 1879 à 1884, puis il préside le comité d'État de la charité et du redressement de 1884 à 1889.
Il meurt le 16 février 1889 à Westerly à l'âge de 67 ans. Il est inhumé au River Bend Cemetery à Westerly.

## Sources
- (en) Cet article est partiellement ou en totalité issu de l’article de Wikipédia en anglais intitulé « James M. Pendleton » (voir la liste des auteurs).

(en) « James M. Pendleton », sur Biographical Directory of the United States Congress
- (en) « James M. Pendleton », sur Find a Grave